# Woiwodschaft Königsberg
Die Woiwodschaft Königsberg (poln. województwo królewieckie) war eine Verwaltungseinheit innerhalb des Königreichs Polen von 1454 bis 1466.

## Geschichte
Nachdem sich 1454 auch die Stadt Königsberg mit umliegenden Gebieten als Mitglied des Preußischen Bundes dem König von Polen unterstellt hatte, ernannte dieser einen Woiwoden für Königsberg, Stibor von Baysen. Nach dem Zweiten Frieden von Thorn 1466 kehrte das Gebiet wieder nach Ordens-Preußen des Deutschen Ordens zurück.